# Parma Associazione Sportiva 1934-1935
Questa voce raccoglie le informazioni riguardanti il Parma Associazione Sportiva nelle competizioni ufficiali della stagione 1934-1935.

## Stagione
In questa stagione i  ducali, classificatisi tra le prime sei squadre, ottengono l'ammissione al nuovo campionato di Serie C.
Gli obiettivi di inizio stagione sono due: quello più ambizioso è la promozione nella serie cadetta e quello minimo la qualificazione al nuovo campionato di Serie C.
Per ottenere questa qualificazione si deve arrivare tra le prime sei del girone E. Ancora una volta i ducali trovano sulla loro strada la Reggiana, alla quale contendono il primato dalla prima all'ultima giornata del torneo. 
Vincerà di un punto la squadra granata che poi, vincendo il girone finale con il Siena ma perdendo lo spareggio con i toscani, resterà in Serie C. Il Parma la conquistata di diritto grazie al secondo posto nel girone. 
La squadra è allenata per la seconda stagione da Tito Mistrali il quale trova in Giuseppe Cella il miglior marcatore crociato con 15 reti.

## Rosa
| N. |                   | Ruolo | Calciatore        |
| -- | ----------------- | ----- | ----------------- |
|    | Italia (bandiera) | D     | Mario Baraldi     |
|    | Italia (bandiera) | P     | Mario Cantoni     |
|    | Italia (bandiera) | C     | Marino Cavazzuti  |
|    | Italia (bandiera) | A     | Giuseppe Cella    |
|    | Italia (bandiera) | D     | Bruno Cresci      |
|    | Italia (bandiera) | A     | Luigi Del Grosso  |
|    | Italia (bandiera) | D     | Riccardo Ghiretti |
|    | Italia (bandiera) | C     | Gino Giuberti     |
|    | Italia (bandiera) | D     | Alfredo Mattioli  |

| N. |                   | Ruolo | Calciatore         |
| -- | ----------------- | ----- | ------------------ |
|    | Italia (bandiera) | D     | Giovanni Mazzoni   |
|    | Italia (bandiera) | A     | Dino Paini         |
|    | Italia (bandiera) | A     | Gilberto Pogliano  |
|    | Italia (bandiera) | C     | Riccardo Poli      |
|    | Italia (bandiera) | P     | Arturo Policaro    |
|    | Italia (bandiera) | C     | Augusto Ponticelli |
|    | Italia (bandiera) | C     | Antonio Rossetti   |
|    | Italia (bandiera) | A     | Giuseppe Stocchi   |

## Prima Divisione

### Girone di andata
| Arbitro: | Jannantuoni (La Spezia) |

|                                                        |           |  |
| Poli 16’ Cella 25’ (rig.) 83’ Stocchi 44’ Pogliano 46’ | Marcatori |  |

| Arbitro: | Gianni (Lucca) |

|                                 |           |                       |
| Fallavena 20’ Grandi 85’ (rig.) | Marcatori | 10’ Stocchi 76’ Cella |

| Arbitro: | De Melgazzi (Milano) |

|          |           |                       |
| Cella 2’ | Marcatori | 24’ Rossi 86’ Gaddoni |

| Reggio Emilia 4 novembre 1934 4ª giornata | Reggiana          | 0 – 0 | Parma | Stadio Mirabello\| Arbitro: \| Monti (Gallarate) \| |
| Arbitro:                                  | Monti (Gallarate) |       |       |                                                     |

| Arbitro: | Papa (Genova) |

|           |           |                 |
| Paini 35’ | Marcatori | 73’ Cavicchioli |

| Arbitro: | Borghetti (Ancona) |

|                               |           |                                           |
| Balzani 35’ (rig.) Ravasi 55’ | Marcatori | 12’ (rig.) Cella 51’ Del Grosso 63’ Paini |

| Arbitro: | Celano (Roma) |

|                                    |           |                                |
| Del Grosso 22’ Cella 33’ Paini 77’ | Marcatori | 73’ (aut.) Giuberti 83’ Sgarbi |

| Arbitro: | Perani (Bergamo) |

|  |           |                                     |
|  | Marcatori | 10’ Poli 41’ Del Grosso 65’ Mazzoni |

| Arbitro: | Coletti (Treviso) |

|                                     |           |  |
| Guermanni 15’ (aut.) Del Grosso 68’ | Marcatori |  |

| Arbitro: | Leoni (Milano) |

|                                    |           |  |
| Stocchi 50’ Cella 85’ Pogliano 89’ | Marcatori |  |

| Arbitro: | Tagliapietra (Padova) |

|              |           |                    |
| Borgatti 37’ | Marcatori | 91’ (rig.) Stocchi |

| Arbitro: | Binetti (Bari) |

|                                |           |                        |
| Fabbri 35’ Liverani 88’ (rig.) | Marcatori | 17’ Pogliano 87’ Cella |

| Arbitro: | Pasetto (Venezia) |

|                                                                        |           |                         |
| Stocchi 6’, 69’ Cella 10’ (rig.) Del Grosso 26’ Poli 67’ Cavazzuti 71’ | Marcatori | 50’ Cani 63’ Codrignani |

### Girone di ritorno
| Arbitro: | Ronzio (Roma) |

|              |           |  |
| Marchina 33’ | Marcatori |  |

| Arbitro: | D'Agostino (Porto San Giorgio) |

|                                               |           |  |
| Pogliano 2’ Rossetti 18’ Cella 40’ (rig.) 54’ | Marcatori |  |

| Russi 10 marzo 1935 16ª giornata | Russi             | 0 – 0 | Parma | Stadio Bruno Bucci\| Arbitro: \| Ceccherini (Pisa) \| |
| Arbitro:                         | Ceccherini (Pisa) |       |       |                                                       |

| Arbitro: | Bertoli (Vicenza) |

|               |           |  |
| Cella 7’, 23’ | Marcatori |  |

| Arbitro: | Marini (Verona) |

|                   |           |           |
| Barbieri 29’, 65’ | Marcatori | 87’ Paini |

| Arbitro: | Ziglioli (Crema) |

|                                      |           |  |
| Stocchi 22’ Paini 63’ Del Grosso 66’ | Marcatori |  |

| Arbitro: | Leoni (Milano) |

|             |           |  |
| Maselli 18’ | Marcatori |  |

| Parma 21 aprile 1935 21ª giornata | Parma                 | 0 – 0 | Piacenza | Stadio Ennio Tardini\| Arbitro: \| Tagliapietra (Padova) \| |
| Arbitro:                          | Tagliapietra (Padova) |       |          |                                                             |

| Arbitro: | Papa (Genova) |

|  |           |                                 |
|  | Marcatori | 32’ Ponticelli 67’ (rig.) Cella |

| Arbitro: | Cappelli (Trieste) |

|  |           |                                 |
|  | Marcatori | 2’ Pogliano 62’, 73’ Del Grosso |

| Arbitro: | Novello (Dolo) |

|                                                                           |           |  |
| Stocchi 15’ Del Grosso 42’ Cella 43’ Cavazzuti 65’ Pogliano 77’ Paini 87’ | Marcatori |  |

| Arbitro: | Oblach (Trieste) |

|                                      |           |  |
| Paini 25’ Stocchi 80’ Del Grosso 83’ | Marcatori |  |

| Arbitro: | Candida (Venezia) |

|  |           |                    |
|  | Marcatori | 10’, 42’ Cavazzuti |

## Statistiche

### Statistiche di squadra
| Competizione    | Punti | In casa | In casa | In casa | In casa | In casa | In casa | In trasferta | In trasferta | In trasferta | In trasferta | In trasferta | In trasferta | Totale | Totale | Totale | Totale | Totale | Totale | DR  |
| Competizione    | Punti | G       | V       | N       | P       | Gf      | Gs      | G            | V            | N            | P            | Gf           | Gs           | G      | V      | N      | P      | Gf     | Gs     | DR  |
| --------------- | ----- | ------- | ------- | ------- | ------- | ------- | ------- | ------------ | ------------ | ------------ | ------------ | ------------ | ------------ | ------ | ------ | ------ | ------ | ------ | ------ | --- |
| Prima Divisione | 37    | 13      | -       | -       | -       | -       | -       | 13           | -            | -            | -            | -            | -            | 26     | 15     | 7      | 4      | 58     | 18     | +40 |

### Statistiche dei giocatori
| Giocatore     | Prima Divisione | Prima Divisione |
| Giocatore     | Presenze        | Reti            |
| ------------- | --------------- | --------------- |
| M. Baraldi    | 1               | 0               |
| M. Cantoni    | 8               | -1              |
| M. Cavazzuti  | 26              | 4               |
| G. Cella      | 24              | 15              |
| B. Cresci     | 23              | 0               |
| L. Del Grosso | 19              | 8               |
| Fontana       | 1               | 0               |
| G. Giuberti   | 25              | 0               |
| Martini       | 1               | 0               |
| A. Mattioli   | 3               | 0               |
| G. Mazzoni    | 2               | 1               |
| D. Paini      | 19              | 7               |
| G. Pogliano   | 20              | 6               |
| R. Poli       | 18              | 3               |
| A. Policaro   | 18              | -17             |
| A. Ponticelli | 26              | 1               |
| A. Rossetti   | 5               | 1               |
| G. Stocchi    | 24              | 9               |